# Raul Ruutu
Raul Ruutu, född 28 augusti 1975 i Vanda, är en finländsk musiker. Han är medlem i pop-rock bandet Sunrise Avenue och är basist. På sin mors sida är Ruutu halv-filippinsk. I yngre dar har Ruutu praktiserat balett och spelat fiol. Han är kusin till hockeyspelarna Jarkko, Tuomo och Mikko Ruutu.